# Gymnopteris irregularis
Gymnopteris irregularis là một loài dương xỉ trong họ Pteridaceae. Loài này được Liebm. E. Fourn. mô tả khoa học đầu tiên năm 1872.